# Jamba!
Jamba (ранее Jamba!) — немецкая компания, которая создавает и продавает рингтоны для мобильных телефонов. Она работает под названием Jamster в Австралии, Новой Зеландии, Китае, Армении, Грузии, Саудовской Аравии, Иране, Омане, Франции, Кувейте, Турции, Швейцарии, Казахстане, Австрии, Бразилии, Израиле, ОАЭ, Великобритании, США, Канаде, Швеции, Ираке, Польше, Малайзии и Индонезии.

## История
Компания была основана в берлинском районе Кройцберг в 2000 году.
VeriSign была успешной компанией в сфере интернет-безопасности, у которой было несколько линеек продуктов, объединявших сети текстовых сообщений компаний мобильной связи и обеспечивавших их надёжную защиту. В 2004 году компания обрабатывала около 3 миллиардов сообщений в день. Генеральный директор VeriSign Страттон Склавос понимал, что с развитием продуктов VoIP доходы могут снизиться, поэтому он нанял Вернона Ирвина на должность исполнительного вице-президента и генерального директора подразделения VeriSign по коммуникационным услугам, чтобы решить эту проблему. Ирвин видел хорошие, но технически сложные и дорогие продукты, но считал, что решением проблемы являются объёмы обмена в системе.
В конце 2004 года под руководством Ирвина компания VeriSign купила Jamba за 270 миллионов долларов. В то время Jamba создавала мобильные приложения, игры, рингтоны и обои, а также работала более чем в 40 странах по всему миру. Команда VeriSign осознала, что мобильных телефонов в два раза больше, чем компьютеров, в которые также встроены компьютерные технологии. По сути, у VeriSign теперь была новая платформа для распространения контента, которая также была интегрирована с Интернетом, была безопасной и поддавалась аудиту — теперь им нужен был только контент.
Компания VeriSign перенесла штаб-квартиру Jamba в престижное помещение в здании Dom Aquarée недалеко от площади Александерплац в центре Берлина.
В 2005 году Jamba начал вести бизнес в Китае.
Ирвин заключил сделку с Кевином Лайлзом, президентом Warner Music Group, чтобы предоставить мобильным пользователям ранний доступ к дебютному альбому “Who is Mike Jones?” хип-хоп исполнителя Майка Джонса. в свою очередь, Джонс создал первую в США рекламу рингтонов Jamster. Когда альбом выпустили, после выпуска он разошелся тиражом более миллиона копий.
Jamster процветала — когда VeriSign купила компанию, её оборот составлял 15 миллионов долларов в квартал, а через 3 квартала увеличился до 150 миллионов долларов в квартал — в 2005 году компания получила около 600 миллионов долларов прибыли. VeriSign расширила Jamster за счёт приобретения UNC-Embratel и Unimobile. Jamster также увеличил свои доходы за счёт «импульсивных покупок» — когда вы загружали один рингтон, вам предлагали другие. Это превратилосьв интерактивную рекламу, за которую с владельца мобильного телефона взималась плата, иногда неосознанно. Это вызвало споры в Европе и было быстро отменено.
Более поздние разработки включали сотрудничество с L'Oréal поощряя пользователей присылать фотографии, чтобы найти "следующую супермодель Америки", и продвигая резервное копирование VeriSign как механизм повторной загрузки музыкальных треков, ранее купленных клиентом, на другой мобильный телефон, например, если предыдущий телефон был украден, сломан или утерян. 
23 октября 2006 года было объявлено, что Вернон Ирвин присоединится к Спутниковому радио XM в качестве директора по маркетингу. В конце декабря 2010 года Jesta Group приобрела Fox Mobile Group News Corp. Jesta Group переименовала компанию, предоставляющую услуги мобильной связи, в Jesta Digital.

## Противоречия
Jamba! подверглась критике за то, что вводила клиентов в заблуждение в своей рекламе услуг. В целом, её услуги продавались по подписке, несмотря на рекламу, которая, казалось бы, подразумевала, что клиенты покупают одноразовый рингтон. Компания подверглась критике за то, что было сложно отказаться от подписки, например, в декабре 2005 года на немецком сайте Jamba! в разделе часто задаваемых вопросов не упоминался SMS-код, необходимый для отмены всех подписок.
Jamba! агрессивно рекламировалась на молодежных каналах, таких как MTV и German VIVA. В 2004 году он потратил 90 миллионов евро на телевизионную рекламу только в Германии. В европейских странах нередко можно было увидеть множество одинаковых рекламных роликов Jamba! по телевидению в одной и той же рекламной паузе. Онлайн-петиция в Германии, протестующая против рекламной практики фирмы, собрала около 200 000 подписей.[требуется цитирование]